# Tadd Dameron turnaround
Le Tadd Dameron Turnaround est une progression d'accords ou turnaround qui remplace la traditionnel I-VI-II-V par I-bIII-bVI-bII en substituant les trois derniers accords par l'accord situé à une quarte augmentée (ou triton) plus loin. C'est une substitution tritonique en anglais : Tritone substitution.  
Par exemple, C-A-D-G7 devient C-Eb-Ab-Db7
Tadd Dameron, qui donna son nom à cette progression d'accords, est le premier à l'avoir utilisé dans sa composition Lady Bird, qui fut reprise par Miles Davis pour créer la pièce Half Nelson. 